# CC Весов
CC Весов (лат. CC Librae) — одиночная переменная звезда в созвездии Весов на расстоянии (вычисленном из значения параллакса) приблизительно 21097 световых лет (около 6468 парсеков) от Солнца. Видимая звёздная величина звезды — от +15,6m до +14,3m.

## Характеристики
CC Весов — пульсирующая переменная звезда типа RR Лиры (RRAB).